# Ablemma pugnax
Espèce
Synonymes
- Tetrablemma pugnax Brignoli, 1973

Ablemma pugnax est une espèce d'araignées aranéomorphes de la famille des Tetrablemmidae.

## Distribution
Cette espèce se rencontre aux Salomon et en Nouvelle-Guinée.

## Publication originale
- Brignoli, 1973 : Ragni della Melanesia, I. Un nuovo Tetrablemma di Guadalcanal (Isole Salomone) (Araneae Tetrablemmidae). Memorie della Societa Entomologica Italiana, vol. 52, p. 79-88.